# Pycnomma roosevelti
Pycnomma roosevelti és una espècie de peix de la família dels gòbids i de l'ordre dels perciformes.

## Morfologia
- Els mascles poden assolir 2,5 cm de longitud total.[5][6]

## Hàbitat
És un peix marí, de clima tropical i associat als esculls de corall.

## Distribució geogràfica
Es troba a l'Atlàntic occidental central: les Bahames, Hondures, Jamaica, Puerto Rico i Veneçuela.

## Observacions
És inofensiu per als humans.